# This Man's Navy
This Man's Navy is een Amerikaanse oorlogsfilm uit 1945 onder regie van William A. Wellman.

## Verhaal
Tijdens de oorlog schept de piloot Ned Trumpet almaar op over zijn onbestaande zoon. Trumpet regelt een operatie voor Jess Weaver, die verlamd is geraakt tijdens het paardrijden. Daarna doet Weaver alsof hij de zoon is van Trumpet en hij meldt zich aan bij de marine. In diens opdracht voert Weaver een niet geautoriseerde aanval uit op een Duitse onderzeeër. Omdat hij anders terecht zal moeten staan voor de krijgsraad, neemt Trumpet de verantwoordelijkheid op zich.

## Rolverdeling
| Acteur          | Personage       |
| --------------- | --------------- |
| Wallace Beery   | Ned Trumpet     |
| Tom Drake       | Jess Weaver     |
| James Gleason   | Jimmy Shannon   |
| Jan Clayton     | Cathey Cortland |
| Selena Royle    | Maude Weaver    |
| Noah Beery      | Joe Hodum       |
| Henry O'Neill   | Roger Graystone |
| Steve Brodie    | Tim Shannon     |
| George Chandler | Bert Bland      |
| Donald Curtis   | Officier        |
| Arthur Walsh    | Cadet Rayshek   |
| Will Fowler     | David           |
| Frank Fenton    | Kapitein Grant  |
| Paul Cavanagh   | Anthony Tivall  |
| Dick Crockett   | Sparks          |